# Глаголев, Василий Павлович
Василий Павлович Глаголев (1883—1938) — российский и советский военачальник, комбриг (1935).

## Биография
Православный, из дворян. Родился 23 мая 1883 года[по какому календарю?] в Санкт-Петербурге, в 1900 году окончил 1-й кадетский корпус.

### Начало службы
1 сентября 1900 года поступил в Константиновское артиллерийское училище, выпущен в 1903 году подпоручиком. Службу проходил в 1-й Туркестанской артиллерийской бригаде. В 1909 году окончил Николаевскую военную академию по первому разряду. С 28 октября 1909 года по 2 ноября 1911 года отбывал цензовое командование ротой в 10-м Туркестанском стрелковом полку, с 7 мая 1912 года — старший адъютант штаба 1-й Туркестанской казачьей дивизии.

### Первая мировая война
В начале Первой мировой войны на той же должности, затем служил на должностях старшего адъютанта штаба Туркестанской кавалерийской бригады, помощника старшего адъютанта штаба отдела генерал-квартирмейстера штаба 5-й армии, затем 12-й армии, помощника начальника отделения управления генерал-квартирмейстера штаба Северного фронта. С 3 декабря 1915 года — старший адъютант отделения генерал-квартирмейстера штаба 12-й армии, затем и. д. начальника штаба 1-й пехотной дивизии, со 2 декабря 1916 года — и. д. начальника штаба 128-й пехотной дивизии, потом и. д. начальника штаба 186-й пехотной дивизии. 2 октября 1917 года назначен командиром 38-го Туркестанского стрелкового полка, командовал полком до его роспуска. Демобилизован в октябре 1917 года.

### Гражданская война
В апреле 1918 года вступил в РККА добровольно, был назначен военным руководителем Курского района (апрель — май 1918), с 13 мая 1918 года — Курский губернский военный комиссар, с 3 мая по октябрь 1918 года — командир 1-й Курской пехотной дивизии (с 13 августа 1918 года — 1-я Курская советская пехотная дивизия, с 3 октября 1918 года — 9-я стрелковая дивизия).
23 октября 1918 года назначен вр.и.д. командующего вновь формируемой Резервной армией, со штабом в Орле. В состав армии планировалось включить 9-ю стрелковую, 12-ю и 22-ю стрелковые дивизии, однако формирование армии завершено не было.
4 января 1919 года на базе её управления был создан Украинский фронт, уже собранные части были переданы в его состав, тогда же В. П. Глаголев был назначен начальником штаба этого фронта, занимал должность до 2 мая 1919 года. На этом должности участвовал: в январе — феврале 1919 года — в наступлении фронта, освобождении Харькова, Киева и всей Левобережной Украины, в марте — апреле — в боях с частями УНР и иностранными интервентами, освобождении Правобережной и Южной Украины, а также Крыма.
С 6 по 29 мая 1919 года командовал 6-й армией на Северном фронте, участвовал в боях за железную дорогу Вологда — Архангельск.
С 22 июля по 14 августа 1919 года — командующий 16-й армии на Западном фронте, участвовал в советско-польской войне. В этот период 16-я армия вела тяжёлые оборонительные бои, отступала на паневежско-молодечненском и минском направлениях.
С 24 сентября 1919 года по 16 октября 1919 года — командир 11-й кавалерийской дивизии, участвовал в боях с войсками генерала А. И. Деникина.
С 5 декабря 1919 года по 8 сентября 1920 года — командир 12-й кавалерийской дивизии. Участвовал в боях с белогвардейцами на Кубани: в январе — феврале 1920 года — в наступлении на Кубань, в апреле — июле 1920 года — в уничтожении отстатков белогвардецев в районе Баталпашинска, Пятигорска и Владикавказа, в августе — сентябре — в боях с Армией возрождения России генерала М. А. Фостикова и в ликвидации Улагаевского десанта.
20 июня 1920 года был назначен командующим 10-й армией (одновременно с командованием 12-й кд, которая в то время входила в состав армии), участвовал в ликвидации банд в Терской области. Командовал армией до её расформирования 8 июля 1920 года.
С 1921 года служил в Народно-революционной армии (НРА) Дальневосточной республики (ДВР), с 1 августа 1921 года — помощник командира 1-й Забайкальской бригады НРА, с 15 января 1922 года — начальник разведывательного управления НРА, с 5 февраля 1922 года — начальник 1-го отдела разведывательного управления НРА.
С 30 марта 1922 года — 1-й помощник начальника штаба Восточного фронта ДВР, участвовал в боях с Белоповстанческой армией генерала В. М. Молчанова. 2 мая 1922 года штаб фронта был расформирован, его войска сведены в Сводную стрелковую дивизию. 18 июля 1922 года назначен вр.и.д. начальника штаба Сводной стрелковой дивизии (с 27 июля — 2-я Приамурская стрелковая дивизия). С 4 по 25 октября 1922 года участвовал в Приморской операции. Дивизия отличилась при штурме Спасска и боёв в районе Монастырище-Ляличи, 22 ноября 1922 года дивизия была награждена орденом Красного Знамени.
К ноябрю 1922 года в Приморье была установлена советская власть, ДВР была включена в состав РСФСР, 16 ноября 1922 года НРА была переименована в 5-ю армию.

### После войны
С 30 ноября 1922 года — помощник командира 5-й армии, с ноября 1922 по июль 1924 года — начальник штаба 5-й армии. В июне 1924 года 5-я армия была расформирована. С июля по сентябрь 1924 — начальник штаба 18-го стрелкового корпуса. После этого В. П. Глаголев последовательно в распоряжении: РВС Сибирского военного округа (сентябрь 1924 — июль 1925), РВС Северо-Кавказского военного округа (июль 1925 — ноябрь 1926). Участвовал в «походе по разоружению и изъятию бандэлемента» в Чечне (август — сентябрь 1925), в Дагестане (август — сентябрь 1926).
Состоял сотрудником для особых поручений при: РВС Северо-Кавказского военного округа (ноябрь 1926 — февраль 1930), Управлении начальника вооружений РККА (февраль — сентябрь 1930), при заместителе НКО СССР, при председателе РВС СССР. Работал в центральном аппарате РККА, затем состоял в распоряжении Разведупра РККА (январь 1935 — июль 1937). Владел французским, английским, немецким и польским языками. В 1937 году был уволен из РККА «по болезни», пенсионер.
11 декабря 1937 года В. П. Глаголев был арестован, 14 марта 1938 года Военной Коллегией Верховного Суда СССР по обвинению в шпионаже и участии в военно-фашистском заговоре был приговорён к ВМН, расстрелян в тот же день на Коммунарке, захоронен там же.
Реабилитирован 30 апреля 1957 года.
Жена — Елена Люциановна Глаголева (1882 г.р.) в мае 1938 года была осуждена как член семьи изменника Родины к восьми годам лагерей.

## Звания

### Российская империя
- подпоручик — (старшинство (ст.) 10.08.1903)
- поручик — (ст. 13.08.1905)
- штабс-капитан — (ст. 30.04.1909)
- капитан — 06.12.1912 (ст. 06.12.1911)
- подполковник
- полковник — 06.12.1916 (ст. 06.12.1916)

### СССР
- комбриг — 13.12.1935

## Награды
- Орден Святого Станислава 3-й степени — 06.05.1914